# سطام السقامی
سطام محمد عبدالرحمن السقامی (عربی: سطَّام مُحَمَّدُ عَبْدِ اَلرَّحْمَـٰن السُّقامي؛ ۲۸ ژوئن ۱۹۷۶ – ۱۱ سپتامبر ۲۰۰۱) یک هواپیماربای تروریست اهل عربستان سعودی بود. او یکی از پنج هواپیماربای پرواز شماره ۱۱ امریکن ایرلاینز به عنوان بخشی از حملات ۱۱ سپتامبر در سال ۲۰۰۱ بود.
السقامی دانشجوی حقوق بود تا اینکه به همراه ماجد موقد، که یکی از هواپیماربایان پرواز شماره ۷۷ امریکن ایرلاینز بود، به عضویت القاعده درآمد و به افغانستان سفر کرد و در آنجا برای شرکت در حملات ۱۱ سپتامبر انتخاب شد.
او در آوریل ۲۰۰۱ وارد ایالات متحده آمریکا شد. در ۱۱ سپتامبر ۲۰۰۱، السقامی سوار پرواز شماره ۱۱ امریکن ایرلاینز شد و در ربودن هواپیما شرکت کرد تا به عنوان بخشی از حملات هماهنگ شده، به برج شمالی مرکز تجارت جهانی برخورد کند. گمان می‌رود که او اولین قربانی حملات را با کشتن مسافری به نام دانیل لوین، در فرایند ربودن هواپیما، انجام داده‌است. السقامی همراه با سایر افراد حاضر در هواپیما در برخورد با برج شمالی جان باخت.